# Макнайт, Билл
Уильям Хантер Макнайт (англ. William Hunter McKnight, 12 июля 1940, Wartime, Саскачеван — 4 октября 2019, Саскатун, Саскачеван) — канадский политик, депутат Палаты общин Канады с 1979 по 1993 год. Во время правления Брайана Малруни он занимал различные должности в кабинете министров, такие как министр национальной обороны и министр сельского хозяйства. Он также работал уполномоченным по договорам в провинции Саскачеван.

## Биография
Родился в Уортайме, Саскачеван. Уильям Макнайт был министром сельского хозяйства, министром по делам индейцев и северного развития,министром национальной обороны во время первой войны в Персидском заливе, министром энергетики, шахт и ресурсов и министром труда в прогрессивно-консервативном правительстве Брайана Малруни. Он был приведён к присяге в Тайном совете королевы Канады 17 сентября 1984 года. Он был почётным вождём племени Маскег-Лейк-Кри. Участок коммерческой земли площадью 36 акров (15 га) в Саскатуне был назван в честь Макнайта народом маскег-лейк-кри в знак признания его роли в разработке федеральной политики урегулирования земельных претензий. Он известен как Коммерческий центр McKnight. Макнайт умер в Саскатуне 4 октября 2019 года в возрасте 79 лет.

## Дело Airbus
Макнайт дал показания в первый день расследования по делу Airbus 30 марта 2009 года.

## Награды
Макнайт — член Ордена за заслуги перед Саскачеваном.

## Архивы
В Библиотеке и архиве Канады есть фонды Уильяма Хантера (Билла) Макнайта.